# Chlorocypha
Chlorocypha là một chi chuồn chuồn kim thuộc họ Chlorocyphidae.

## Các loài
Chi có các loài sau:
- Chlorocypha aphrodite Le Roi, 1915
- Chlorocypha cancellata (Selys, 1879)
- Chlorocypha centripunctata Gambles, 1975 - Giant Jewel[2]
- Chlorocypha consueta (Karsch, 1899) - Ruby Jewel,[3] Southern Red Jewel[4]
- Chlorocypha croceus Longfield, 1947
- Chlorocypha curta (Hagen in Selys, 1853) - Blue-tailed Red-jewel[5]
- Chlorocypha cyanifrons (Selys, 1873)
- Chlorocypha dahli Fraser, 1956
- Chlorocypha dispar (Palisot de Beauvois, 1805) - Small Red Jewel[6]
- Chlorocypha fabamacula Pinhey, 1961
- Chlorocypha frigida Pinhey, 1961
- Chlorocypha ghesquierei Fraser, 1959
- Chlorocypha glauca (Selys, 1879) - Eastern Red-tipped Jewel[7]
- Chlorocypha grandis (Sjöstedt, 1899)
- Chlorocypha helenae Legrand, 1984
- Chlorocypha hintzi (Grünberg, 1914)
- Chlorocypha jacksoni Pinhey, 1952
- Chlorocypha luminosa (Karsch, 1893) - Orange Jewel[8]
- Chlorocypha molindica Fraser, 1948
- Chlorocypha mutans Legrand & Couturier, 1984
- Chlorocypha neptunus (Sjöstedt, 1899)
- Chlorocypha rubida (Hagen in Selys, 1853)
- Chlorocypha rubriventris Pinhey, 1975
- Chlorocypha schmidti Pinhey, 1967
- Chlorocypha selysi Karsch, 1899 - Blue-nuzzled Jewel[9]
- Chlorocypha seydeli Fraser, 1958
- Chlorocypha sharpae Pinhey, 1972
- Chlorocypha tenuis Longfield, 1936
- Chlorocypha trifaria (Karsch, 1899) - Uganda Red-jewel[10]
- Chlorocypha victoriae (Förster, 1914)
- Chlorocypha wittei Fraser, 1955